# アルマ・カルリン
アルマ・M・カルリン (Alma M Karlin, 1889年 - 1950年) は、スロヴェニア・ツェリエ出身の作家、ジャーナリスト、世界旅行家、在野研究者、10か国語を話す多言語話者、および神智学者。ドイツとスロヴェニアの二文化双方にアイデンティティを持つ。1919年から1927年までの8年間、単独で世界一周旅行を行った。旅行中、生計を立てるために語学教育、翻訳、記事執筆などに携わり、彼女が執筆した記事はヨーロッパの数多くの新聞に掲載された。女性一人での世界一周旅行など、その旅行の特異さゆえに、彼女は歴史上最も偉大な旅行家の一人として認識されている。

## 世界一周の旅
出発前夜、母親から旅に出る理由を尋ねられたカルリンは「旅に出なければいけないの。私の中に私を旅へと突き動かす何かがあって、それを無視することはできないの」と答えた。彼女を旅へ突き動かしたものや旅の目的については、彼女の次の言葉が明かしている。「この先見るもの、学ぶこと、成し遂げること。そして旅の中で発見することや私が持ち帰るもの、この世界にもたらすもの。これら全て」。第一次世界大戦終結の一年後、30歳と1ヶ月を迎えた1919年11月24日、僅かな貯金とともに出発した。まず初めに日本への入国を目指していたが、経済的な状況が許さず、また、必要な書類が揃わなかったため、「すべての道はローマに通ずるのであれば、いずれ必ず日本にも辿り着くだろう」と考え、イタリアのジェノバからペルー最南端の港モレンド行きの船に乗った。
ペルーからパナマ、アメリカ、ハワイへと渡った後、ついにカルリンは日本に到着した。その後、朝鮮、中国、台湾に渡り、オーストラリア、ニュージーランド、フィジー、バヌアツ、ソロモン諸島、パプアニューギニア、インドネシア、タイ、インドを経て、8年後の1927年12月28日に帰国したと考えられている。

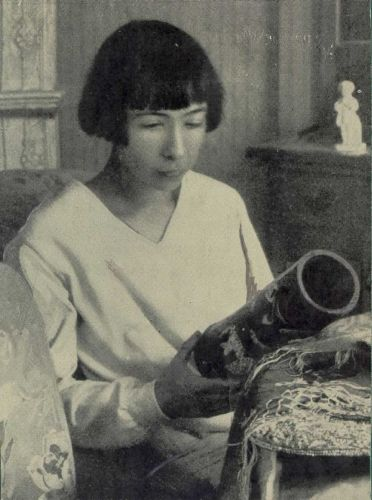
1920年代のアルマ・カルリン

## 訪日
第一次世界大戦前、ロンドンに数年間滞在していたカルリンは、外国語教育を通してインド人や日本人、中国人と知り合い、その際に自身のものとは異なる文化に接することとなった。そのことについて、「アジアにすっかり魅了されるようになった」と自伝で語っている。以降、実際に旅をしてそれらの文化を肌で感じたいという気持ちが彼女の中に生まれる。その後実際に日本、韓国、中国、および台湾を訪れた彼女にとって、そこで過ごした時間はこの上なく幸せなものとなった。
カルリンが来日したのは1922年6月上旬のことである。横浜に到着した彼女は、「日本人が大絶賛する小雨、詩情豊かな雨」に迎えられた。そこから彼女は東京に移動し、その後1年以上日本に滞在した。当初、彼女は極めて質素な生活を送っていたが、やがて状況は好転する。英語、フランス語、ドイツ語を多くの生徒に教えるようになり、東京の明治大学で語学講座を開講し、朝日新聞の一部記事を寄稿するようになった。また、多くの仕事の中でも彼女にとって最も重要なものとなったのは、東京のドイツ大使館での勤務である。そこで、彼女は多くの面白い人と接触することができた。特に、日本人の芸術家に魅了された彼女は彼らと多くの交流を持ち、伝統的な日本絵画などを学び始めた。そして、礼儀正しさ、自制心、深い考察力など、日本の文化、生活様式、自然の美しさなどの背後にあると彼女が考えたこれらの日本人の特質は、彼女の目には賞賛すべきものとして映り、深く忘れ難い印象を残した。カルリンは、外国人女性として最大限日本人の精神に近づくことができたと自負していた。
彼女は日本を広く回り、頂上までには行かずとも霊峰富士にも登山した。特に彼女の印象に残ったのは、かの有名な鎌倉の大仏であった。大仏の姿に圧倒された彼女は、同時に憂いを覚えた。大仏は「私たちの弱い心は、はかなさに縛られている」ということを思い起こさせたのだった。「不動の大仏の顔には、超自然的かつ悲惨な静けさがあった。そして、その口は『諸行無常の中に存在するものに自分を感動させるものはなく、私自身の経験から人間の切望する心は理解している。私はあなたが囚われ、あなたの思考に浸透しているその欺瞞を笑う。そして、あなたが涅槃への道を見出すまであなたを憐れむ』とでも語っているような、おどけた笑みをたたえていた」と言って、これまで見た仏像の中でこの大仏ほど仏教の本質を表現している仏像はないと彼女は語っている。
ドイツ大使ヴィルヘルム・ゾルフの意向で、当初の予定よりも長くドイツ大使館に勤務した彼女は、1923年7月1日、名残惜しそうに日本を離れた。「侮辱したり、傷つけたりする人は誰もいなかったと、断言できる唯一の国を私は去った」と語った彼女は、以降、旅の思い出を語るたび、日本のことを「私の愛する日本」と呼んでいた。

## 成功
「西から出発した私は今、東からの帰途についている。[...]最果ての国々に旅をした私は、夢に描いていた以上のものを持ち帰ることができる。[...]全てを成し遂げることができたが、なお麻痺するような敗北感が残っている」と語ったアルマ・M・カルリンは、帰国時に深い落胆を経験することとなった。同胞や友人達が拍手喝采と共に迎えてくれるだろうと夢見ていた彼女だったが、実際それが起こることはなかったからだ。月にまで向かったにもかかわらず、そこらの川で見つかるような石を持って帰ってきたような気分だった、と記録している。それにもかかわらず、数日後の1928年1月5日、『Cillier Zeitung』の中で、コレクションがあるからと招待した際には、「知識欲に満たされた愛する同胞達」が実際に見に来てくれた、と語っている。「昔から私は変人だと思われてきたが、今となっては私のコレクションように見る価値のある不思議なものとして私の元に来るようになった」。
故郷とは打って変わって外国では、尊敬と憧憬の念を持って迎えられた。1929年から1933年にかけて、彼女の旅行記がドイツで出版され、少女時代に夢見た名誉と成功を彼女は手にした。初版とその後の再版で9万部以上が刊行されたが、最終的な刊行部数は現在わかっていない。ウィーン、ミュンヘン、ベルリン、ハンブルク、ロンドン、パリなど、ヨーロッパの主要都市で行われた彼女の講演は、大変な反響を呼んだ。

## 晩年
1930年代前半には、ヨーロッパおよび他の/より広い範囲で、カルリンは作家として大きな成功を収めた。しかし、その後は彼女が悲惨な最後を迎えるまで暗い年月が続いた。彼女は熱心な反戦、反全体主義の運動家であった。特に、人権侵害と個人の自由の制限には相違はないと考えており、全体主義全盛期の20世紀という時代において、確固たる決意とともに思いのままに公の場で行った人道主義を主張する演説や活動によって、彼女は大きな代償を払うこととなった。個人の資産、資金源、書類を失い、社会から追放され、想像を絶する貧困の中亡くなったのだ。
アルマ・M・カルリンは、非常に若くして人生設計を始め、その後は毅然としてその道を歩んだ。その壮絶な人生を通して、彼女は存在し得る全ての境界、つまり身体的制約、性別、属していた社会的地位、形成されたナショナル・アイデンティティ、物理的な距離、および時代精神の境界を超越した。それゆえに、現代でも彼女の思想は時代を超えて、古びることなく鮮明に残っており、多くの人々に対して語りかけ、ますます彼らを奮い立たせている。